# Limeum
Limeum ist seit 2014 die einzige Gattung der Familie Limeaceae in der Ordnung der Nelkenartigen (Caryophyllales) innerhalb der Bedecktsamigen Pflanzen. Die 20 bis 28 Limeum-Arten sind in der Paläotropis und der Capensis von Äthiopien bis Südafrika und zur Arabischen Halbinsel und vom Indischen Subkontinent bis Südasien weitverbreitet.

## Beschreibung

### Vegetative Merkmale
Limeum-Arten sind einjährige bis ausdauernde krautige Pflanzen oder Halbsträucher. Die oberirdischen Pflanzenteile sind kahl oder klebrig, drüsig behaart.
Die wechselständig und spiralig oder gegenständig oder bündelig an der Sprossachse angeordneten Laubblätter sind gestielt oder ungestielt. Die Laubblätter sind manchmal etwas sukkulent. Die einfachen Blattspreiten sind linealisch bis kreisförmig. Nebenblätter fehlen.

### Generative Merkmale
Es können Blütenstandsschäfte vorhanden sein. Wenige bis viele Blüten stehen dicht oder locker in end- oder seitenständigen, zymösen Blütenständen, die oft doldenähnlich sind, zusammen. Blütenstiele sind mehr oder weniger gut erkennbar.
Die relativ kleinen, zwittrigen Blüten sind radiärsymmetrisch und fünfzählig. Die ungleichen, freien, krautigen Blütenhüllblätter sind weißlich oder grünlich. Es können bis zu fünf freie Staminodien vorhanden sein, die immer petaloid sind und an der Basis der Staubblätter inseriert sind, oder sie fehlen. Es sind selten fünf bis, meist sieben hypogyne Staubblätter vorhanden. Die im unteren Bereich verbreiterten Staubfäden sind auf dem hypogynen Diskus inseriert. Zwei Fruchtblätter sind zu einem oberständigen (synkarpen), zweikammerigen Fruchtknoten verwachsen. Es ist eine apotrope Samenanlage je Fruchtblatt vorhanden. Der einfache Griffel endet in zwei Narben.
Die Spaltfrucht zerfällt bei Reife in zwei Teilfrüchte. Die Teilfrüchte sind Schließfrüchte und enthalten nur einen Samen. Die Teilfrüchte sind kugelig-nierenförmig, kegelförmig, gestutzt oder abgeflacht-kugelig. Die Fruchtschale ist netzartig, runzelig, bestachelt oder mehr oder weniger glatt. Der Rand der Teilfrüchte kann geflügelt sein und ihre Basis ist oft geöhrt.
Die Chromosomengrundzahl beträgt x = 9. Sie enthalten Anthocyanine, aber Betalaine fehlen.

## Systematik
Die Gattung Limeum wurde 1759 durch Carl von Linné in Systema Naturae, 10. Auflage, 2, Seite 995 aufgestellt. Typusart ist Limeum africanum L.
Früher waren diese Arten in die Familie der Molluginaceae oder Aizoaceae eingegliedert. Bisher war die Gattung Limeum in die Tribus Limeeae eingeordnet, die im Februar 1840 von Eduard Fenzl in Stephan Friedrich Ladislaus Endlicher: Genera plantarum ..., 976, als „Limeae“ veröffentlicht wurde. Molekularbiologische Untersuchungen haben nahegelegt, dass die Familie Limeaceae ein monophyletisches Taxon ergibt. Der Familienname Limeaceae wurde 2005 von Alexei Borissowitsch Schipunow veröffentlicht. Typusgattung ist Limeum L.
Die Gattungen der Familie Molluginaceae wurden 1993 aus der Familie Aizoaceae ausgegliedert. Molekulargenetische Daten zeigten, dass die Familie Molluginaceae im traditionellen Umfang polyphyletisch war. Um eine monophyletische Familie Molluginaceae zu erzielen, wurden einige Gattungen in andere Familien, beispielsweise Caryophyllaceae, Limeaceae, Lophiocarpaceae, Microteaceae gestellt. Dies war der Umfang der Familie Molluginaceae in APG III. Die Gattung Macarthuria war früher in die Familie der Molluginaceae und vor Christenhusz et al. 2014 in die Familie der Limeaceae eingeordnet. Aber weitere Studien zeigten, dass beim Verbleib von Macarthuria und Hypertelis die Familie Molluginaceae polyphyletisch bleibt. Die Gattung Hypertelis s. l. war auch nicht monophyletisch, deshalb wurde die neue Gattung Kewa aufgestellt und nur noch die Typusart verbleibt in einer monotypischen Gattung Hypertelis. Es zeigte sich, dass auch diese beiden Gattungen nicht in einer Molluginaceae s. str. verbleiben können, um Monophylie zu erzielen. Erst durch die durch Christenhusz et al. 2014 aufgestellten Familien Kewaceae und Macarthuriaceae ist auch die Familie Molluginaceae monophyletisch.
Die Familie Macarthuriaceae wurde durch Maarten Joost Maria Christenhusz, S. F. Brockington, P.-A. Christin und R. F. Sage in On the disintegration of Molluginaceae: a new genus and family (Kewa, Kewaceae) segregated from Hypertelis, and placement of Macarthuria in Macarthuriaceae. In: Phytotaxa. Band 181, Nummer 4, 2014, Seite 239–242 aufgestellt.
Macarthuria ist die Typusgattung und die einzige Gattung der Familie Macarthuriaceae.

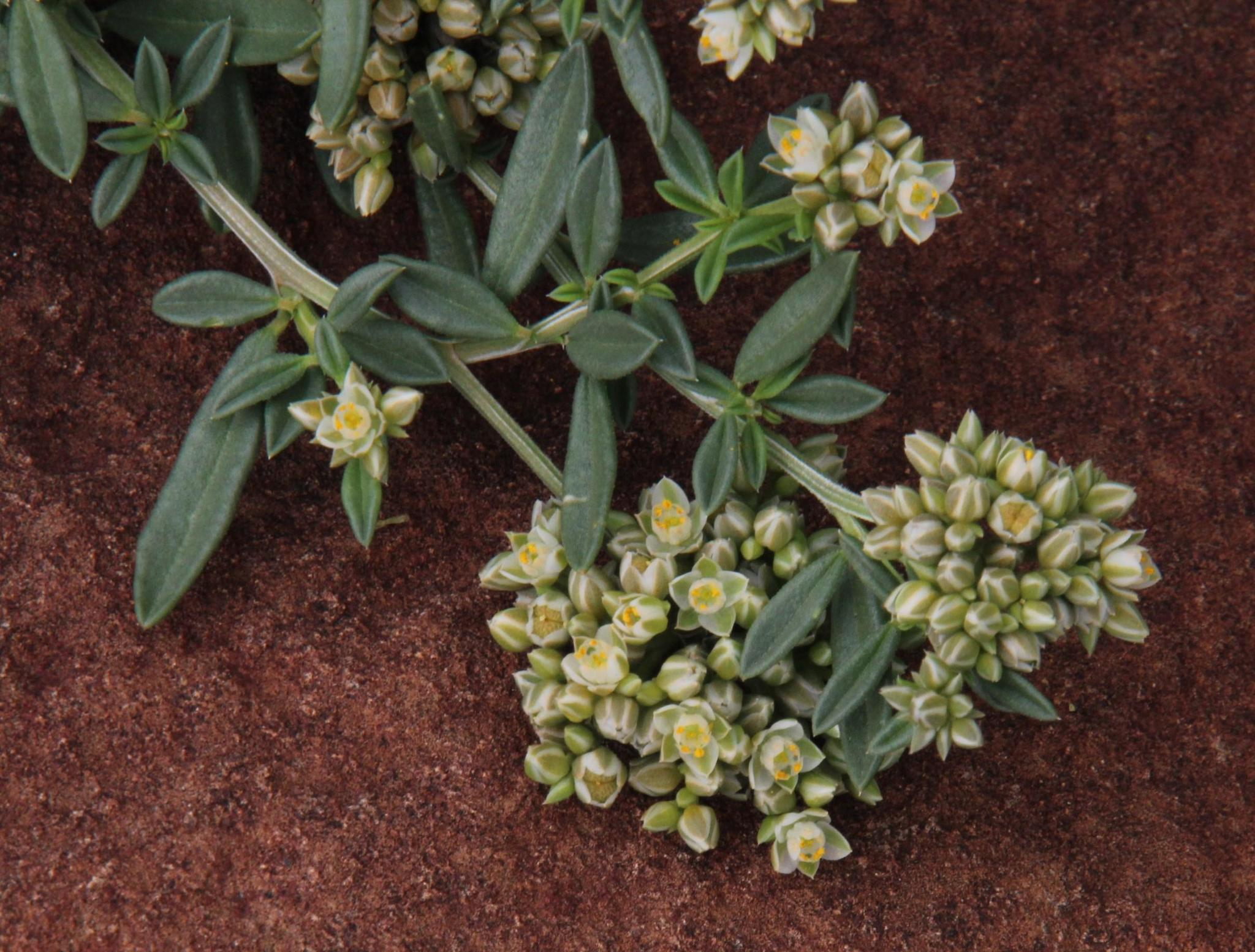
Limeum aethiopicum

Die Familie der Limeaceae enthält nur noch eine Gattung:
- Limeum L., (Syn.: Acanthocarpaea Klotzsch, Dicarpaea C.Presl, Gaudinia J.Gay, Semonvillea J.Gay):[3] Die 20 bis 28 paläotropischen Arten haben ihr Zentrum der Artenvielfalt im südwestlichen Afrika:[8][9][10][11][3]
  - Limeum aethiopicum Burm. (Syn.: Limeum aphyllum L. f., Limeum capense Thunb.): Sie etwa vier Varietäten kommen vom südlichen Simbabwe über Botswana bis Südafrika[8] vor.[12]
  - Limeum africanum L. (Syn.: Limeum littorale Eckl. & Zeyh.): Sie kommt mit zwei Unterarten in den südafrikanischen Provinzen Mpumalanga, Nord- und Westkap vor.[8]
  - Limeum arenicola G.Schellenb.: Sie ist im südlichen Afrika (in Südafrika nur in den Provinzen Free State, Gauteng, Nordkap, North West[8]) verbreitet.[12]
  - Limeum argute-carinatum Wawra & Peyr.: Die Unterarten kommen von Angola bis ins südliche Afrika vor.[12][8]
  - Limeum deserticola Dinter & G.Schellenb.: Sie kommt von Namibia bis Nordkap vor.[12][8]
  - Limeum diffusum (J.Gay) Schinz (Syn.: Limeum linifolium Fenzl): Sie kommt von Mauretanien bis zum Sudan vor.[12]
  - Limeum dinteri G.Schellenb.: Sie ist vom südlichen Simbabwe bis ins südliche Afrika verbreitet.[12]
  - Limeum fenestratum (Fenzl) Heimerl: Sie ist vom südlichen tropischen bis ins südliche Afrika verbreitet.[12]
  - Limeum humifusum Friedrich: Sie kommt im südlichen Afrika in Botswana, Lesotho und Nordkap vor.[12][8]
  - Limeum indicum Stocks ex T.Anders.: Dieser Endemit gedeiht in Sand in Höhenlagen bis zu 1000 Metern nur in den Ebenen von Punjab in Pakistan.[9]
  - Limeum myosotis H.Walter: Die Varietäten kommen von Angola bis ins südliche Afrika vor.[12]
  - Limeum obovatum Vicary: Sie gedeiht in Wüstengebieten von Mauretanien über Mali, Niger, Tschad, Sudan sowie Eritrea und von Nordafrika bis zur Arabischen Halbinsel und vielleicht in Pakistan.
  - Limeum pauciflorum Moq.: Sie kommt in den südafrikanischen Provinzen Free State, Gauteng, Limpopo, Mpumalanga sowie North West vor.[8]
  - Limeum pterocarpum (Gay) Heimerl: Die Frucht dieser krautigen Pflanze sieht einem Hufeisen ähnlich. Sie kommt vom Senegal bis zum Sudan und von Angola bis zum südlichen Afrika vor.[12]
  - Limeum rhombifolium G.Schellenb.: Sie kommt in Namibia und im Nordkap vor.
  - Limeum subnudum Friedrich: Sie kommt nur in der südafrikanischen Provinz Nordkap vor.[8]
  - Limeum sulcatum (Klotzsch) Hutch.: Sie ist vom südlichen tropischen bis zum südlichen Afrika verbreitet.[12]
  - Limeum telephioides E.Mey.: Sie kommt mit zwei Unterarten in den südafrikanischen Provinzen West-, Nord- und Ostkap vor.[8]
  - Limeum viscosum (J.Gay) Fenzl: Sie ist von Äthiopien bis tropischen Westafrika und bis zum südlichen Afrika verbreitet.[12]